# Bonnie Bassler
Bonnie Lynn Bassler (Chicago, Estados Unidos,1962), citada como Bonnie Bassler, es una bióloga molecular. Desde 1994, ha sido profesora en la Universidad de Princeton. En 2002, fue galardonada con una beca MacArthur. En junio del 2023, se anunció que se les otorgó a ella, a Peter Greenberg y a Jeffrey Gordon el Premio Princesa de Asturias de Investigación Científica y Técnica.
Desarrolla actividades académicas y científicas en el Instituto Médico Howard Hughes.

## Biografía
Originaria de Chicago, creció en Danville (California), Bassler recibió un Bachelor of Science en bioquímica por la Universidad de California en Davis y un Ph.D. en bioquímica por la Johns Hopkins University. Realizó investigaciones claves en el mecanismo por el cual la bacteria comunica, conocida como percepción de quórum.

## Honores

### Membresías
- 2006: fue elegida en la National Academy of Sciences.[5]
- 2007: fue elegida en la American Academy of Arts and Sciences.[1]
- 2012: miembro extranjero de la Royal Society.[8]

### Galardones
- 2006: Premio de Investigación Eli Lilly & Co.[9]

- 2008: recibió un reconocimiento especial de la World Cultural Council.[10]

- octubre de 2010: nominada por la American Society for Microbiology para ser una del Festival de Ciencia e Ingeniería, en EE. UU., de 50 Hábiles Conferencistas donde habló sobre su trabajo y su carrera a los estudiantes de media y preparatoria.[11] Los Nifty Fifty es una colección de los científicos e ingenieros más influyentes en EE. UU. dedicados a revitalizar el interés de los jóvenes por la ciencia y la ingeniería.[12]

- 2011 Premio Richard Lounsbery[13]

- 2012: Premio L'Oréal-UNESCO a Mujeres en Ciencia para América del Norte.[14][15]

- 2015: Bonnie Bassler y Everett Peter Greenberg de la Universidad de Washington fueron galardonadas con el Premio Shaw en Ciencia de la Vida y Medicina "por elucidar los mecanismos moleculares en detectar quórum, un proceso por el cual las bacterias se comunican entre sí y que ofrece formas innovadoras para interferir con patógenos bacterianos o para modular la microbiota para aplicaciones de salud."[16]

- 2016: Premio Pearl Meister Greengard fue reconocido por los descubrimientos relacionados con un mecanismo molecular conocido como detección de quórum que permite que las bacterias se comuniquen entre sí y sincronicen la actividad.[17]

- 2021: Bonnie Bassler de la Universidad de Princeton e Instituto Médico Howard Hughes fueron galardonados con el Premio Paul Ehrlich y Ludwig Darmstaedter por su investigación podría ayudar a prevenir el uso de antibióticos.[18]

- 2023: Bonnie Bassler, Jeffrey I. Gordon y Peter Greenberg fueron galardonadas con el Premio Princesa de Asturias en Investigación Científica y Técnica para los 'traductores' de las bacterias del intestino.[19]